# Dele Odule
Dele Odule né le 23 novembre 1961 est un acteur, producteur, réalisateur et scénariste nigérian,,. Il a été nommé dans la catégorie Meilleur acteur dans un second rôle Yoruba aux Best of Nollywood Awards 2014 pour son rôle dans le film Kori Koto. Il est actuellement président de l’Association des praticiens des arts du théâtre et du cinéma du Nigeria.

## Biographie

### Enfance, éducation et débuts
Odule est né le 23 novembre 1961 à Ile-Ife, dans l'État d'Ogun, dans la région sud-ouest du Nigéria. Cependant, il est originaire d'Oru Ijebu, dans la zone de gouvernement local d'Ijebu Nord, dans l'État d'Ogun, au Nigéria, où il a suivi ses études primaires et secondaires. Après avoir obtenu un certificat de niveau II du Collège de formation des enseignants d'Oru, il a poursuivi ses études à l'Université d'Ibadan, dans l'État d'Oyo, où il s'est spécialisé dans les arts du théâtre.

### Carrière
Dele commence à jouer dans un groupe de théâtre appelé Oloko Theatre Group sous le mentorat de Mukaila Adebisi. Il fait ses débuts à partir de 1986 avant d'être mis sous les feux de la rampe après avoir joué dans le film intitulé Ti Oluwa Ni Ile. Depuis lors, il a participé à plus de 200 productions cinématographiques.
Actuellement, il occupe également le poste d'ambassadeur pour Airtel Nigeria

## Filmographie
- 1993 : Ti Oluwa Ni Ile
- 1994 : Bisi
- 1994 : The Duplicate (Eya)
- 1994 : Grandfather (Baba Agba) [9]
- 1994 : Mojere
- 1994 : Queen of the Dark (Arewa Okunrun)
- 1995 : Agony of Love (Iya Ife)
- 1995 : Ewo-lewo
- 1995 : Go to Hell (Pa'ra E)
- 1995 : Scape Goat (Eran Iya)
- 1995 : Twins (Edunjobi)
- 1996 : B'aiyetigba
- 1996 : Epon Agbo
- 1996 : Temi Yemi
- 1996 : Voice of the People (Ohun Eniyan)
- 1997 : Ade Ori
- 1997 : Aiyedun
- 1997 : Alaba Meta
- 1997 : Death of a Beauty Queen (Iku Arewa)
- 1997 : Ignorance (Igba Aimo)
- 1997 : Lakunle Alagbe
- 1997 : Omolara
- 1998 : Eleti Ikun
- 1998 : It's Compulsory (Odidandan)
- 1998 : Iya Adinni
- 1998 : The Prisoner
- 2000 : Oduduwa
- 2002 : Afonja
- 2003 : Abela Pupa
- 2003 : Olorire
- 2003 : Ògédé Didùn
- 2003 : Ogbologbo
- 2003 : Youth Corper (Agubaniro)
- 2004 : Ayotunde
- 2004 : God Owns All Land
- 2004 : Suku Suku Bam Bam
- 2004 : Omo Olè
- 2005 : Afitimbaku
- 2005 : Axe Blade (Enu Aake)
- 2005 : Babalola: Isaiah 41:10-13
- 2005 : Black Box (Apoti Dudu)
- 2005 : Eru Ife
- 2005 : Iwe Akosile
- 2005 : Idajo Mi Tide
- 2005 : Love Hates Pride (Ife Ko Faari)
- 2006 : Asebi Sebaje
- 2006 : Ate Gagara
- 2006 : Fopomoyo
- 2006 : Oore Niwon
- 2007 : Ó kojá Ofin
- 2007 : Aye Ibironke
- 2007 : Eje Orisa
- 2007 : Omo Ode De
- 2007 : Rain (Ojo)
- 2009 : Bolode O'ku
- 2012 : Aworo
- 2018 : The Ghost and the Tout
- 2019 : Survival of Jelili
- 2020 : Kakanfo
- 2020 : The New Patriots
- 2021 : The Mystic River
- 2022 : King of Thieves
- 2024 : Funmilayo Ransome-Kuti

## Récompenses et nominations
- Prix du meilleur acteur dans un second rôle 2014 au Yoruba Movie Academy Awards

## Voir également
- Liste des producteurs de films nigérians